# The Big Revival
The Big Revival è un album in studio del musicista country statunitense Kenny Chesney, pubblicato nel 2014.

## Tracce
1. The Big Revival
2. Drink It Up
3. Til It's Gone
4. American Kids
5. Wild Child (feat. Grace Potter)
6. Beer Can Chicken
7. Rock Bottom
8. Don't It
9. Save It for a Rainy Day
10. Flora-Bama
11. If This Bus Could Talk

## Classifiche
| Classifica (2014) | Posizione massima |
| ----------------- | ----------------- |
| Stati Uniti       | 2                 |